# Lasioglossum toxopei
Lasioglossum toxopei är en biart som först beskrevs av Johann Dietrich Alfken 1926.  Lasioglossum toxopei ingår i släktet smalbin, och familjen vägbin. Inga underarter finns listade i Catalogue of Life.